# Connie Smith
Connie Smith (nacida con el nombre de Constance June Meador el 14 de agosto de 1941) es una cantante y compositora estadounidense de música country.
Comienza su carrera en 1963 tras ganar un concurso local de talentos cerca de Columbus, Ohio, que atrajo la atención del compositor country Bill Anderson.
Tras grabar varias demos para Anderson comienza a grabar en la RCA Victor Records en 1964.

## Discografía
- Connie Smith discography

## Filmografía
| Año  | Película                        | Papel                          | Notas                                                                               |
| ---- | ------------------------------- | ------------------------------ | ----------------------------------------------------------------------------------- |
| 1966 | The Las Vegas Hillbillys        | Ella misma                     | performer – "Nobody But a Fool (Would Love You)"                                    |
| 1966 | Second Fiddle to a Steel Guitar | Ella misma                     | performer – "Once a Day"                                                            |
| 1967 | The Road to Nashville           | Ella misma                     | performer – "I'll Never Get Over Loving You" y "Nobody But a Fool (Would Love You)" |
| 1967 | Hell on Wheels                  | Herself                        | performer – "Ain't Had No Lovin'" y "The Hurtin's All Over"                         |
| 1986 | Maximum Overdrive               | Mujer muerta en coche          | cameo (no acreditada)                                                               |
| 1998 | The Hi-Lo Country               | Cantante en el baile del rodeo |                                                                                     |

## Premios, nominaciones y honores
| Año  | Premio                           | Award                                                                      | Outcome  |
| ---- | -------------------------------- | -------------------------------------------------------------------------- | -------- |
| 1964 | Billboard Magazine               | Most Promising Female Country Artist                                       | Ganador  |
| 1965 | Grammy Awards                    | Best Country and Western Single — "Once a Day"                             | Nominado |
| 1965 | Grammy Awards                    | Best New Country and Western Artist                                        | Nominado |
| 1965 | Grammy Awards                    | Best Country & Western Vocal Performance, Female — "Once a Day"            | Nominado |
| 1965 | Billboard Magazine               | Most Promising Female Country Artist                                       | Ganador  |
| 1965 | Billboard Magazine               | Favorite Female Country Performer                                          | Nominado |
| 1965 | Billboard Magazine               | Favorite Album (1964–1965) — "Connie Smith"                                | Nominado |
| 1965 | Cash Box                         | Most Promising Female Country Vocalist                                     | Ganador  |
| 1965 | Country Music Review             | Most Promising Female Singer                                               | Ganador  |
| 1966 | Grammy Awards                    | Best Sacred Recording — "Connie Smith Sings Great Sacred Songs"            | Nominado |
| 1966 | Grammy Awards                    | Best Country and Western Vocal Performance, Female — "Ain't Had No Lovin'" | Nominado |
| 1966 | Billboard Magazine               | Favorite Female Country Performer                                          | Nominado |
| 1966 | Billboard Magazine               | Favorite Country Album — "Cute 'n' Country"                                | Nominado |
| 1966 | Cash Box                         | Most Programmed Female Artist                                              | Ganador  |
| 1966 | Country Music Life Award         | Favorite Female Artist                                                     | Ganador  |
| 1966 | Record World                     | Top Female Vocalist                                                        | Ganador  |
| 1966 | Record World                     | Most Outstanding Female Country and Western Vocalist                       | Ganador  |
| 1967 | Billboard Magazine               | Top Country Artist, Female Vocalist                                        | Nominado |
| 1967 | Cash Box                         | Most Programmed Female Artist                                              | Nominado |
| 1967 | Record World                     | Top Female Vocalist                                                        | Nominado |
| 1967 | Country Music Association Awards | Female Vocalist of the Year                                                | Nominado |
| 1968 | Grammy Awards                    | Best Country & Western Solo Vocal Performance, Female — "Cincinnati, Ohio" | Nominado |
| 1969 | Academy of Country Music         | Top Female Vocalist                                                        | Nominado |
| 1969 | Grammy Awards                    | Best Country Vocal Performance, Female — "Ribbon of Darkness"              | Nominado |
| 1970 | Country Music Association Awards | Female Vocalist of the Year                                                | Nominado |
| 1971 | Grammy Awards                    | Best Sacred Performance — "Whispering Hope" (with Nat Stuckey)             | Nominado |
| 1972 | Music City News Country          | Top Female Vocalist                                                        | Nominado |
| 1972 | Country Music Association Awards | Female Vocalist of the Year                                                | Nominado |
| 1974 | Grammy Awards                    | Best Inspirational Performance — "All the Praises"                         | Nominado |
| 1974 | Music City News Country          | Top Female Vocalist                                                        | Nominado |
| 1975 | Music City News Country          | Top Female Vocalist                                                        | Nominado |
| 1976 | Grammy Awards                    | Best Gospel Performance — "Connie Smith Sings Hank Williams Gospel"        | Nominado |
| 1979 | Music City News Country          | Gospel Group/Act of the Year                                               | Ganador  |
| 2002 | Country Music Television         | 40 Greatest Women of Country Music — Rank (#9)                             | Ganador  |
| 2007 | Country Universe                 | 100 Greatest Women — Rank (#24)                                            | Ganador  |
| 2010 | Grammy Awards                    | Best Country Collaboration with Vocals — "Run to You" (with Marty Stuart)  | Nominado |